# Monte Spokane (Washington)

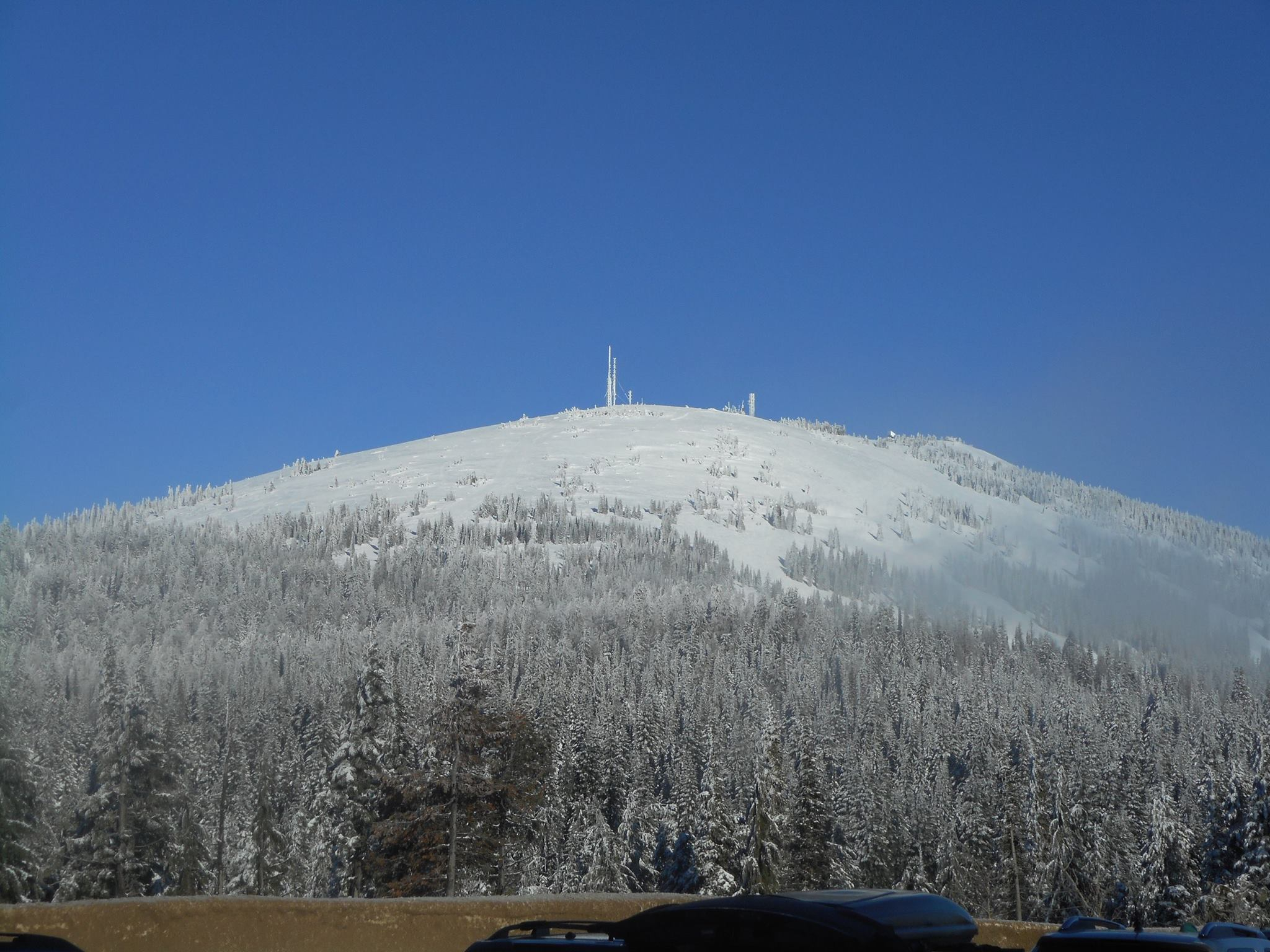
Cumbre del monte Spokane

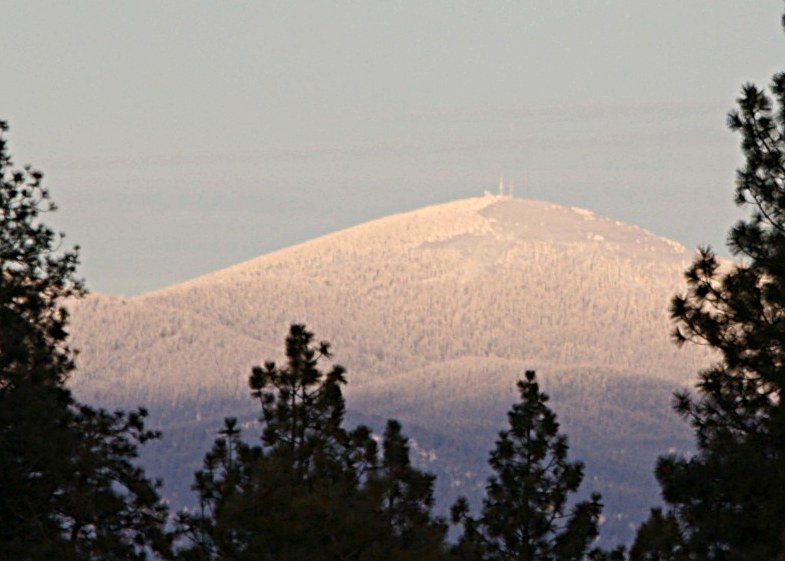
Vista suroeste en enero de 2007

El monte Spokane (en inglés: Mount Spokane) con 1793 m de altitud, conocido como monte Baldy hasta 1912, es una montaña en el noroeste de los Estados Unidos, localizada al nordeste de la ciudad de Spokane, en el estado de Washington. Su cumbre es el punto más alto del condado de Spokane, y  es una de las montañas más altas del interior del noroeste. El monte Spokane está rodeado por el parque estatal del Monte Spokane, el más grande de Washington con 56,3 km². Unas de las características más conocidas son sus claros de bosque en las partes oeste y sur de la montaña.
El monte Kit Carson, la segunda cumbre más alta en el condado de Spokane, se encuentra a solo 1,64 km al este, y con una prominencia topográfica de únicamente 98 m podría ser considerada una cumbre subsidiaria del monte Spokane.
Una organización sin ánimo de lucro opera el parque de esquí y snowboard del Monte Spokane, localizado en la zona suroeste de la montaña.

## Clima
| Parámetros climáticos promedio de Mount Spokane, Washington, julio de 1953 – diciembre de 1972 | Parámetros climáticos promedio de Mount Spokane, Washington, julio de 1953 – diciembre de 1972 | Parámetros climáticos promedio de Mount Spokane, Washington, julio de 1953 – diciembre de 1972 | Parámetros climáticos promedio de Mount Spokane, Washington, julio de 1953 – diciembre de 1972 | Parámetros climáticos promedio de Mount Spokane, Washington, julio de 1953 – diciembre de 1972 | Parámetros climáticos promedio de Mount Spokane, Washington, julio de 1953 – diciembre de 1972 | Parámetros climáticos promedio de Mount Spokane, Washington, julio de 1953 – diciembre de 1972 | Parámetros climáticos promedio de Mount Spokane, Washington, julio de 1953 – diciembre de 1972 | Parámetros climáticos promedio de Mount Spokane, Washington, julio de 1953 – diciembre de 1972 | Parámetros climáticos promedio de Mount Spokane, Washington, julio de 1953 – diciembre de 1972 | Parámetros climáticos promedio de Mount Spokane, Washington, julio de 1953 – diciembre de 1972 | Parámetros climáticos promedio de Mount Spokane, Washington, julio de 1953 – diciembre de 1972 | Parámetros climáticos promedio de Mount Spokane, Washington, julio de 1953 – diciembre de 1972 | Parámetros climáticos promedio de Mount Spokane, Washington, julio de 1953 – diciembre de 1972 |
| Mes                                                                                            | Ene.                                                                                           | Feb.                                                                                           | Mar.                                                                                           | Abr.                                                                                           | May.                                                                                           | Jun.                                                                                           | Jul.                                                                                           | Ago.                                                                                           | Sep.                                                                                           | Oct.                                                                                           | Nov.                                                                                           | Dic.                                                                                           | Anual                                                                                          |
| ---------------------------------------------------------------------------------------------- | ---------------------------------------------------------------------------------------------- | ---------------------------------------------------------------------------------------------- | ---------------------------------------------------------------------------------------------- | ---------------------------------------------------------------------------------------------- | ---------------------------------------------------------------------------------------------- | ---------------------------------------------------------------------------------------------- | ---------------------------------------------------------------------------------------------- | ---------------------------------------------------------------------------------------------- | ---------------------------------------------------------------------------------------------- | ---------------------------------------------------------------------------------------------- | ---------------------------------------------------------------------------------------------- | ---------------------------------------------------------------------------------------------- | ---------------------------------------------------------------------------------------------- |
| Temp. máx. abs. (°C)                                                                           | 8.3                                                                                            | 10                                                                                             | 12.2                                                                                           | 22.2                                                                                           | 25                                                                                             | 28.3                                                                                           | 31.7                                                                                           | 31.7                                                                                           | 27.2                                                                                           | 20                                                                                             | 15                                                                                             | 7.8                                                                                            | 31.7                                                                                           |
| Temp. máx. media (°C)                                                                          | -4.9                                                                                           | -2.4                                                                                           | -0.9                                                                                           | 3.4                                                                                            | 9.4                                                                                            | 14.1                                                                                           | 19.2                                                                                           | 18.9                                                                                           | 13.6                                                                                           | 6.2                                                                                            | 0.3                                                                                            | -3.1                                                                                           | 6.1                                                                                            |
| Temp. mín. media (°C)                                                                          | -10.5                                                                                          | -7.6                                                                                           | -7                                                                                             | -3.9                                                                                           | 1.7                                                                                            | 5.1                                                                                            | 9.6                                                                                            | 9.3                                                                                            | 4.9                                                                                            | -0.7                                                                                           | -5.3                                                                                           | -8.4                                                                                           | -1.1                                                                                           |
| Temp. mín. abs. (°C)                                                                           | -30.6                                                                                          | -27.2                                                                                          | -28.9                                                                                          | -12.2                                                                                          | -9.4                                                                                           | -6.1                                                                                           | -3.9                                                                                           | -2.2                                                                                           | -7.8                                                                                           | -15.6                                                                                          | -27.2                                                                                          | -33.3                                                                                          | -33.3                                                                                          |
| Precipitación total (mm)                                                                       | 148.1                                                                                          | 117.1                                                                                          | 125.5                                                                                          | 88.6                                                                                           | 70.6                                                                                           | 68.8                                                                                           | 33                                                                                             | 39.1                                                                                           | 69.9                                                                                           | 94.2                                                                                           | 158.5                                                                                          | 158.8                                                                                          | 1172.2                                                                                         |
| Nevadas (cm)                                                                                   | 99.3                                                                                           | 52.1                                                                                           | 65.8                                                                                           | 27.7                                                                                           | 12.7                                                                                           | 1.5                                                                                            | 0.5                                                                                            | 0                                                                                              | 4.8                                                                                            | 20.6                                                                                           | 46.2                                                                                           | 81.8                                                                                           | 412.8                                                                                          |
| Fuente: Western Regional Climate Center                                                        |                                                                                                |                                                                                                |                                                                                                |                                                                                                |                                                                                                |                                                                                                |                                                                                                |                                                                                                |                                                                                                |                                                                                                |                                                                                                |                                                                                                |                                                                                                |